# Карпово (Островський район)
Карпово (рос. Карпово) — присілок в Островському районі Псковської області Російської Федерації.
Населення становить 585 осіб. Входить до складу муніципального утворення Островська волость.

## Історія
Від 2015 року входить до складу муніципального утворення Островська волость.

## Населення
| 2001 | 2002 | 2010 |
| ---- | ---- | ---- |
| 631  | ↘584 | ↗585 |